# Pleurothallis membracidoides
Pleurothallis membracidoides är en orkidéart som beskrevs av Carlyle August Luer. Pleurothallis membracidoides ingår i släktet Pleurothallis och familjen orkidéer. Inga underarter finns listade i Catalogue of Life.